# Ablabys
Ablabys is een geslacht van straalvinnige vissen uit de familie van napoleonvissen (Tetrarogidae). Het geslacht is voor het eerst wetenschappelijk beschreven in 1873 door Johann Jakob Kaup.

## Soorten
- Ablabys binotatus (Peters, 1855)
- Ablabys gymnothorax (Chungthanawong & Motomura, 2018)
- Ablabys macracanthus (Bleeker, 1852)
- Ablabys pauciporus (Chungthanawong & Motomura, 2018)
- Ablabys taenianotus (Cuvier, 1829) – Schommelvoorhoofdsvinvis